# Ronaldo Menéndez
Pour les articles homonymes, voir Menéndez.
Ronaldo Menéndez, né en 1970 à La Havane, est un écrivain cubain qui vit aujourd'hui à Madrid.

## Œuvres
- Alguien se va lamiendo todo (1990)
- El derecho al pataleo de los ahorcados (1997)
- La piel de Inesa (1999)
- De modo que esto es la muerte (2002)
- Las bestias  (2006)
- Río Qúibu (2008)

### Traductions françaises
- « Chair », traduction de Gersende Camenen, in Les Bonnes Nouvelles de l'Amérique latine, Gallimard, « Du monde entier », 2010  (ISBN 978-2-07-012942-3)